# Cabinet Glogowski
Pour les articles homonymes, voir Glogowski.
Le cabinet Glogowski était le gouvernement régional du Land de Basse-Saxe du 28 octobre 1998 au 14 décembre 1999, durant la quatorzième législature du Landtag. Dirigé par le Ministre-président social-démocrate Gerhard Glogowski, il était soutenu par le seul Parti social-démocrate d'Allemagne (SPD), qui comptait 83 sièges sur 157.
Il a succédé au cabinet Schröder III, soutenu par le seul SPD, et a cédé sa place au cabinet Gabriel, constitué du seul SPD.

## Composition
| Poste                                                                             | Ministre | Ministre              | Parti |
| --------------------------------------------------------------------------------- | -------- | --------------------- | ----- |
| Ministre-président                                                                |          | Gerhard Glogowski     | SPD   |
| Ministre de l'Intérieur                                                           |          | Heiner Bartling       | SPD   |
| Ministre de l'Économie, de la Technologie et des Transports                       |          | Peter Fischer (de)    | SPD   |
| Ministre de l'Alimentation, de l'Agriculture et des Forêts                        |          | Uwe Bartels           | SPD   |
| Ministre des Finances                                                             |          | Heinrich Aller        | SPD   |
| Ministre de la Justice et des Affaires européennes                                |          | Wolf Weber            | SPD   |
| Ministre de l'Éducation                                                           |          | Renate Jürgens-Pieper | SPD   |
| Ministre de la Science et de la Culture                                           |          | Thomas Oppermann      | SPD   |
| Ministre de l'Environnement                                                       |          | Wolfgang Jüttner      | SPD   |
| Ministre des Femmes, du Travail et des Affaires sociales Vice-Ministre-présidente |          | Heidrun Merk          | SPD   |